# Reprezentacja Rumunii w skokach narciarskich
Reprezentacja Rumunii w skokach narciarskich – grupa skoczków narciarskich wybrana przez Rumuński Związek Narciarski do reprezentowania Rumunii w zawodach międzynarodowych.
Reprezentanci Rumunii wielokrotnie startowali w zawodach Pucharu Świata. Ponadto wielokrotnie brali udział w igrzyskach olimpijskich, czy mistrzostwach świata, jednak nie odnosili w nich sukcesów.
Pierwszym reprezentantem Rumunii w skokach narciarskich, który zdobył punkty w oficjalnych zawodach międzynarodowych rozgrywanych pod egidą Międzynarodowej Federacji Narciarskiej był Andrei Balazs, który w 2006 roku zdobył swoje pierwsze w karierze punkty cyklu FIS Cup.
Natomiast pierwszym reprezentantem Rumunii w skokach narciarskich, który zdobył punkty w Pucharze Świata był Daniel Cacina, dzięki zdobyciu 2 punktów podczas konkursu w Rasnovie w sezonie 2022/2023.
W sezonie 2008/2009 dwaj reprezentanci Rumunii – Szilveszter Kozma i Remus Tudor zdobyli pierwsze w historii tego kraju punkty Pucharu Kontynentalnego.
Jedyną reprezentantką Rumunii, która zdobyła punkty w oficjalnych zawodach międzynarodowych rozgrywanych pod egidą Międzynarodowej Federacji Narciarskiej jest Daniela Haralambie, która zajmowała miejsca w najlepszej 30 zawodów Pucharu Kontynentalnego kobiet oraz Letniego Pucharu Kontynentalnego kobiet.
W 2007 roku skoki narciarskie w Rumunii, uruchamiając program OMV Move & Jump, zaczął wspierać rumuński oddział koncernu OMV. W tym czasie współfinansował on między innymi budowę kompleksu Trambulina Valea Cărbunării. W latach 2014–2017 w ramach umowy sponsorskiej OMV przekazało 2,5 miliona euro, po czym zakończyło dalszą współpracę.

## Składy kadr (sezon 2011/2012)
Reprezentanci Rumunii w skokach narciarskich są podzieleni na 4 kadry – kadrę A, B, C i „kadrę przyszłościową”, do której należą utalentowane dzieci uprawiające skoki narciarskie.

### Kadra A

#### Zawodnicy
Kadrę A stanowi 8 mężczyzn urodzonych między 1992 a 1997 rokiem oraz 1 kobieta – Daniela Haralambie urodzona w 1997 roku.
Mężczyźni
- Remus Tudor (ur. 1993)
- Szilveszter Kozma (ur. 1992)
- Valentin Tatu (ur. 1996)
- Eduard Torok (ur. 1997)
- Iulian Pîtea (ur. 1997)
- Adrian Grigore (ur. 1996)
- Alexandru Mocăniță (ur. 1996)
- Ovidiu Băilă (ur. 1996)

Kobiety
- Daniela Haralambie (ur. 1997)

#### Sztab trenerski
Sztab trenerski kadry A stanowią 3 osoby – Florin Spulber pełniący rolę głównego trenera oraz Wilhelm-Robert Grosz i Csaba Magdo, którzy pełnią rolę asystentów trenera.
- Florin Spulber – główny trener
- Wilhelm-Robert Grosz – asystent trenera
- Csaba Magdo – asystent trenera

### Kadra B

#### Zawodnicy
Kadrę B stanowi 7 mężczyzn urodzonych między 1998 a 2001 rokiem.
Mężczyźni
- Ștefan Blega (ur. 1998)
- Sorin Mitrofan (ur. 1999)
- Razvan Ilie (ur. 1998)
- Timar Krizbay (ur. 1998)
- Andrei Feldorean (ur. 2000)
- Mihnea Spulber (ur. 2000)
- Radu Păcurar (ur. 2001)

#### Sztab trenerski
Sztab trenerski kadry B stanowią 2 osoby – Lorincz Balint pełniący rolę głównego trenera oraz Constantin Tesileanu, który pełni rolę asystenta trenera.
- Lorincz Balint – główny trener
- Constantin Tesileanu – asystent trenera

### Kadra C

#### Zawodnicy
Kadrę C stanowi 6 mężczyzn urodzonych między 1999 a 2001 rokiem oraz 1 kobieta – Ioana Boeriu urodzona w 2000 roku.
Mężczyźni
- George Berendei (ur. 1999)
- Mihai Solcan (ur. 1999)
- Hunor Farkas (ur. 2001)
- Stefan Szekely (ur. 2001)
- Daniel Cacina (ur. 2001)
- Nicusor Necula (ur. 1999)

Kobiety
- Ioana Boeriu (ur. 2000)

#### Sztab trenerski
Sztab trenerski kadry A stanowią 2 osoby – Gheorghe Gerea pełniący rolę głównego trenera oraz Gheorghe Baila, który pełni rolę asystenta trenera.
- Gheorghe Gerea – główny trener
- Gheorghe Baila – asystent trenera

### Kadra przyszłościowa

#### Zawodnicy
Kadrę przyszłościową stanowi 2 mężczyzn urodzonych między 2001 a 2002 rokiem oraz 5 kobiet urodzonych między 1999 a 2002 rokiem.
Mężczyźni
- Stefan Balint (ur. 2002)
- Andrei Magdo (ur. 2001)

Kobiety
- Diana Trâmbițaș (ur. 2000)
- Bianca Ștefănuță (ur. 1999)
- Carina Militaru (ur. 2001)
- Simona Ciuptureanu (ur. 2000)
- Alida Fulop (ur. 2002)

#### Sztab trenerski
Sztab trenerski kadry przyszłościowej stanowią 2 osoby – Iuliana Tesileanu oraz Mihai Pepene, którzy pełnią rolę trenerów.
- Iuliana Tesileanu – trener
- Mihai Pepene – trener